# Бакшеєво (Владимирська область)
Бакшеєво (рос. Бакшеево) — село у Александровському районі Владимирської області Російської Федерації.
Входить до складу муніципального утворення Следневське сільське поселення. Населення становить 464 особи (2010).

## Історія
Село розташоване на землях фіно-угорського народу мещери.
Від 10 квітня 1929 року належить до Александровського району. Спочатку у складі Івановської промислової області, а від 1944 року — Владимирської області.
Згідно із законом від 16 травня 2005 року входить до складу муніципального утворення Следневське сільське поселення.

## Населення
| 1859 | 1905 | 1926 | 2002 | 2010 |
| ---- | ---- | ---- | ---- | ---- |
| 207  | ↗255 | ↘205 | ↗388 | ↗464 |